# Univision

Univision – amerykańska stacja telewizyjna, założona w 1962 roku przez Emilio Azcárraga Vidaurreta z Telesistema Mexicano (obecnie Televisa). Stacja jest własnością Univision Communications. Jest największym w Stanach Zjednoczonych dostawcą treści w języku hiszpańskim i konkurentem Telemundo. Program stacji jest skierowany do latynoskich Amerykanów i obejmuje telenowele i inne seriale, programy reality, sportowe i informacyjne oraz filmy fabularne w języku hiszpańskim. 
Univision ma siedzibę w Midtown na Manhattanie w Nowym Jorku, a jej główne studia, zakłady produkcyjne i operacje biznesowe mieszczą się w Doral na Florydzie (niedaleko Miami).